# Santa Margherita Ligure
Santa Margherita Ligure er en italiensk by (og kommune) i regionen Liguria i Italien, med omkring 8.515(2023) indbyggere.